# Jon Knudsen
Jon Knudsen (Skedsmo, 20 november 1974) is een voormalig Noors voetbaldoelman, die als laatste uitkwam voor Lillestrøm SK.

## Clubcarrière
Knudsen begon zijn carrière als voetballer in de jeugdopleiding van Leirsund IF, waar hij al snel gespot werd door Lillestrøm SK. Hij speelde ook mee in verschillende Noorse jeugdteams. In 1993 was Knudsen op proef bij AFC Ajax, maar deze stage liep op niets uit. Hij werd in dat jaar wel toegevoegd aan de eerste selectie van Lillestrøm als reserve achter de Noorse international Frode Grodås. In een wedstrijd tegen Ham Kan raakte Grodås geblesseerd, waarna Knudsen als invaller zijn debuut mocht maken. De wedstrijd, waarin Lillestrøm met 2-0 leidde, ging uiteindelijk met 4-3 verloren. Wel werd er de volgende wedstrijd met 3-0 van Molde FK gewonnen. Na vier wedstrijden keerde Grodås terug van zijn blessure.
Omdat hij weinig aan spelen toekwam, werd Knudsen op huurbasis naar Strømsgodset IF gestuurd. Hier had hij veelvuldig last van een blessure aan zijn been, die hij opliep tijdens een botsing met een teamgenoot in de wedstrijd tegen Stabæk Fotball. Hij was uiteindelijk dertien maanden geblesseerd. Hierna werd hij nog verhuurd aan Skjetten SK en Kongsvinger IL. In 1999 verliet hij Noorwegen voor het Deense Ikast FS, wat later FC Midtjylland werd. Vijftien wedstrijden en acht tegendoelpunten later vertrok Knudsen naar Stabæk Fotball, om daar vervanger van Frode Olsen te worden.
Knudsen werd al snel een van de beste spelers van Stabæk. Door epilepsie miste hij het seizoen 2001 voor een groot deel. In 2002 speelde hij vierentwintig wedstrijden en een jaar later speelde hij er drie minder. Sinds 2004 speelde hij alle zesentwintig wedstrijden in een seizoen voor Stabæk. In 2006 werd de club derde in de Tippeligaen, in 2007 tweede en in 2008 was hij een van de sleutelspelers in het eerste landskampioenschap van Stabæk ooit.
In 2011 verloor hij zijn basisplaats aan Jan Kjell Larsen, wat uiteindelijk leidde tot een vertrek naar Fredrikstad FK. Na een jaar met niet erg veel wedstrijden besloot hij zijn schoenen aan de wilgen te hangen. In 2013 werd hij nog even gecontracteerd door zijn voormalige werkgever Lillestrøm SK, maar ook daar speelde hij geen wedstrijden en na twee maanden stopte Knudsen voorgoed met voetballen.

## Interlandcarrière
Knudsen werd in 2007 voor het eerst opgeroepen voor het nationale team van Noorwegen voor een kwalificatiewedstrijd voor het Europees kampioenschap voetbal 2008 tegen Malta. In de herfst van 2008 werd de doelman ook opgeroepen voor een vriendschappelijke wedstrijd tegen Ierland.
Op 11 oktober 2008 maakte Knudsen zijn debuut voor Noorwegen, toen de ploeg met 0-0 gelijkspeelde tegen Schotland. Doordat hij "de nul" hield, kreeg hij veel lof toegezwaaid. Vier dagen later, tegen Nederland, mocht Knudsen ook in de basis beginnen. Deze wedstrijd ging met 0-1 verloren door een treffer van middenvelder Mark van Bommel.

## Erelijst
Stabæk Fotball
- 1. divisjon

2005